# 룬드 대학교
룬드 대학교(스웨덴어: Lunds universitet)는 스웨덴 남단의 룬드에 위치한 대학교이다. 그리고 스칸디나비아반도 최대의 교육 및 연구기관 중의 하나이다., 그리고 자주 세계 100대 대학으로 여겨진다.. 대학교는 1666년 설립되었으며 스웨덴에서 두 번째로 오래된 대학교이지만 논증되는 뿌리는 1438년까지 거슬러 올라가는데 당시에 일반 연구소(studium generale)가 룬드에 설립되었다.
대학교는 전통적으로 룬드 대성당에 인접한 룬다고드 공원에 중심이 있었으며 다양한 학과가 마을의 다른 곳에 흩어져 있었다. 그러나 대부분 공원에서 북쪽으로 대학 병원으로 뻗어있는 벨트에 집중되어 있다. 그리고 도시의 북쪽 근교까지 계속된다. 그곳에 룬드 공과대학교 캠퍼스가 있다.

## 참고 문헌
- 룬드 대학교 스웨덴어.
- Lunds universitets historia: utgiven av universitetet till dess 300-årsjubileum. 4 volumes. Lund: Lunds universitet 1968-1983. (The standard work on the history of the university.)
- Magnus Laurentius Ståhl, Biographiske underrättelser om professorer vid Kongl. universitetet i Lund, ifrån dess inrättning till närvarande tid. ("Biographical notes on professors at the Royal University of Lund from its foundation until the current time") Christianstad: L. Littorin, 1834. (public domain book available on Google Print, )